# Коммунальная площадь (Липецк)
Коммуна́льная пло́щадь — площадь в Советском округе Липецка. Расположена в квартале улиц Первомайской, Барашева, Коммунальной и проезжей части самой площади. Проезжая часть проходит от Первомайской улицы до Коммунальной улицы параллельно улице Фрунзе.
Ранее называлась Тро́ицкой пло́щадью — по находившейся здесь Троицкой церкви (построена в период с 1836 по 1848 год, снесена в 1932 году). 16 ноября 1918 года получила нынешнее название. Сейчас практически всю территорию площади занимает стадион «Металлург» — крупнейший в области.
Прежде проезжая часть Коммунальной площади с трёх сторон окружала стадион. 2 марта 1990 года одна из них выделена в улицу Барашева. Построенные в конце 1990-х новые дома с южной стороны стадиона между нынешней проезжей частью площади и улицей Барашева стали получать адресацию по Коммунальной улице.
В этом районе расположены два усадебных дома начала XX века — на Коммунальной площади, 5 и на Коммунальной площади, 4 (имеют статус ).
В доме № 8 в советское время находилось областное управление госбанка, а доме № 41 — Дом связи (ныне «Липецкэлектросвязь»). Оба здания построены в 1938 году и также имеют статус .
На перекрёстке Коммунальной площади и Первомайской улицы до 1990 года находилось здание четырёхклассной школы первой половины XIX века, где преподавал философ Н. Ф. Фёдоров, учились архитектор И. П. Машков и писатель А. Липецкий. Сейчас на этом месте — высотное жилое здание (Коммунальная пл, 3) с торговыми объектами на первом этаже. На фасаде здания со стороны площади — мемориальная доска, установленная в память о Н. Ф. Фёдорове.
Протяженность площади составляет 330 метров.

## Фотогалерея

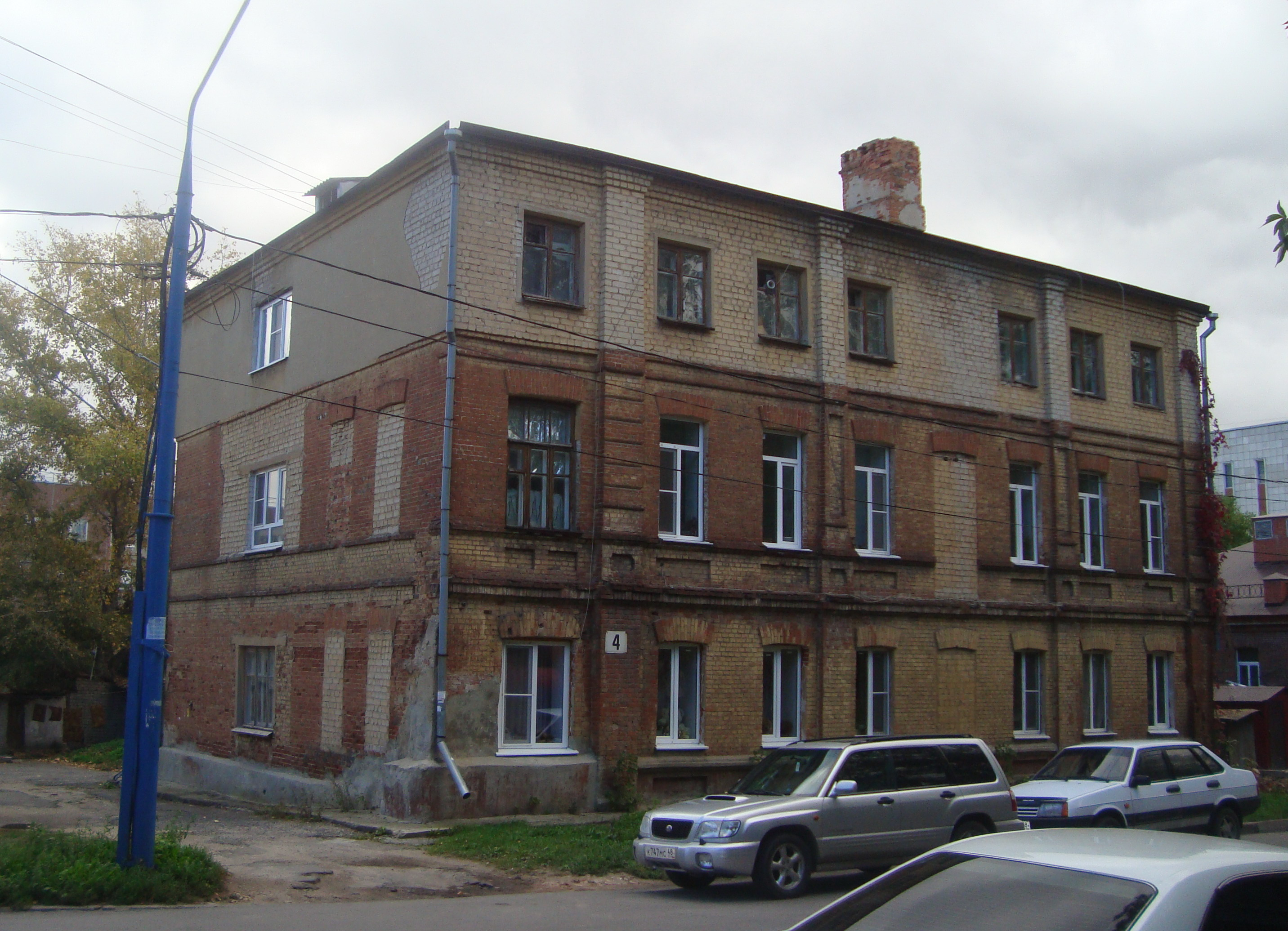
Коммунальная пл, 4
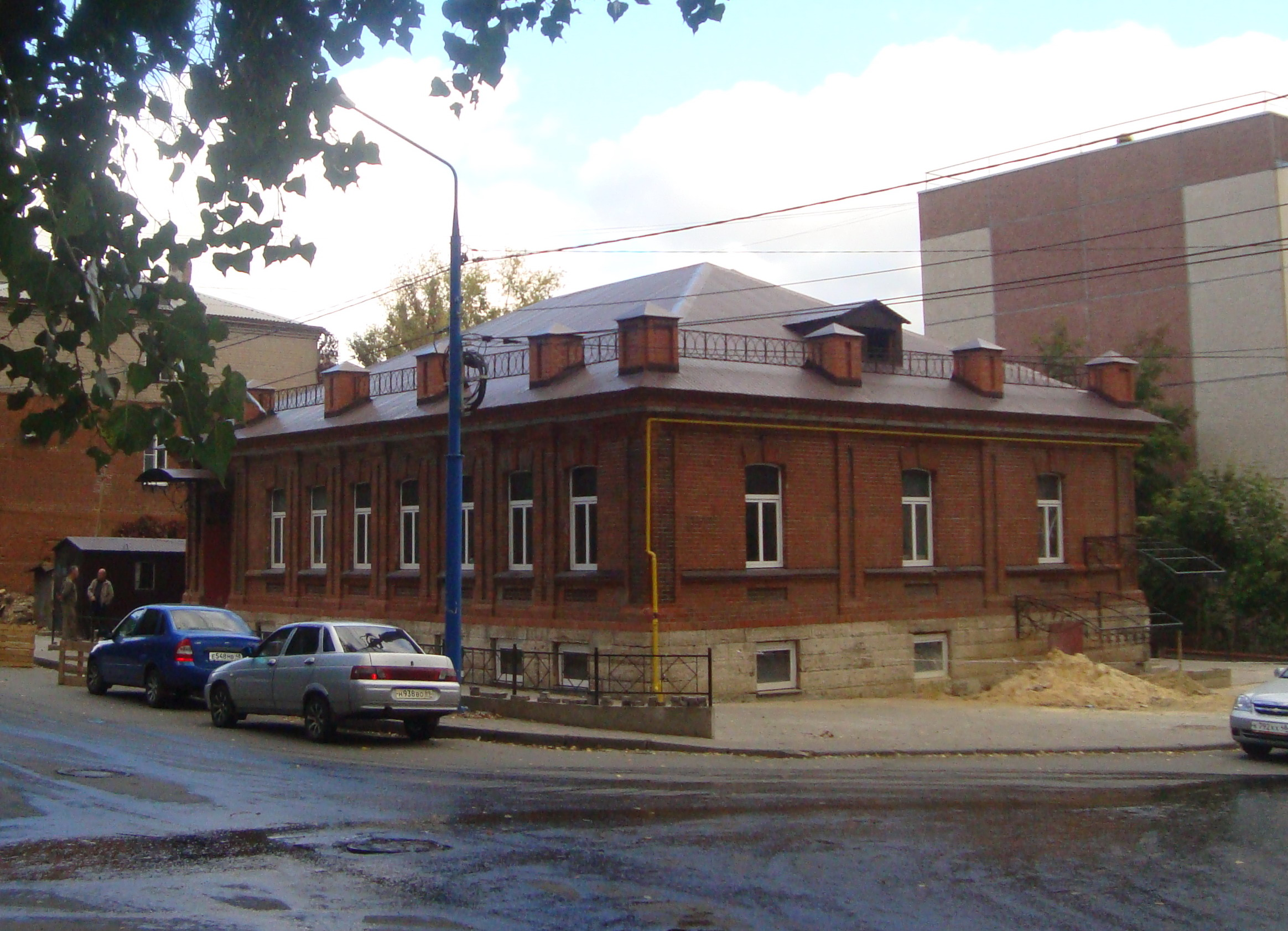
Коммунальная пл, 5
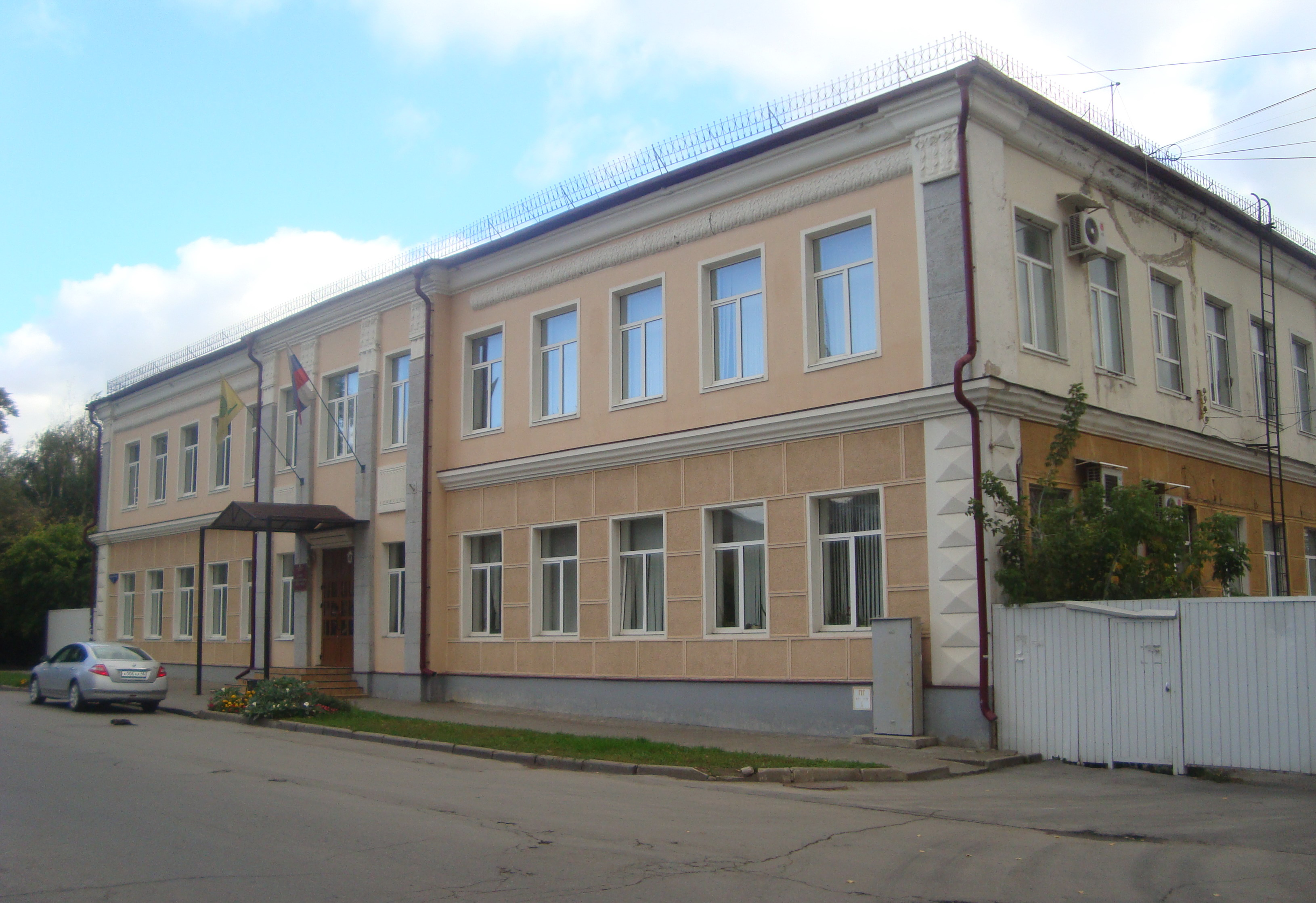
Коммунальная пл, 8
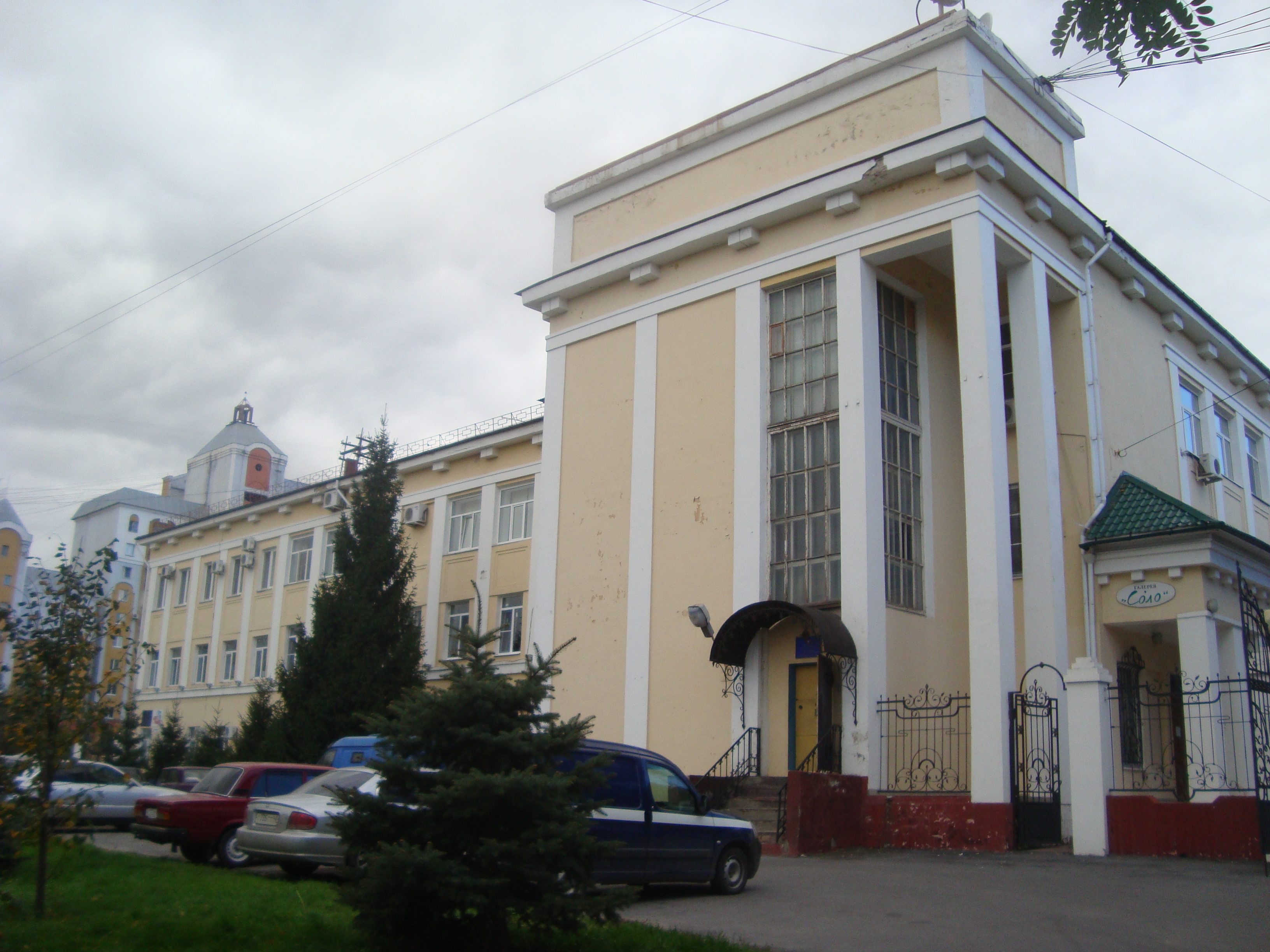
Коммунальная пл, 41
Мемориальная доска Н.Ф.Фёдорову (Коммунальная пл,, 3)

## Транспорт
- авт. 2, 6, 12, 27, 30, 36, 302, 308к, 315, 330, 352, ост.: «Стадион „Металлург“»; авт. 2, 12, 33, 33а, 302, 306, 315, 322, 352, 359, ост.: «Театральная пл.».